# Francisco de Paula Martí Mora
Francisco José Buenaventura de Paula Martí y Mora (Játiva, 22 de abril de 1761-Lisboa, 8 de julio de 1827) fue un grabador, introductor de la estenografía en España, criptógrafo y dramaturgo español.
Introductor de la estenografía en España, nació en Játiva (conocida entonces como «Colonia Nueva de San Felipe») en 1761, en el seno de una familia acomodada. 

## Carrera
Estudió Humanidades en Játiva y luego marchó a Valencia para estudiar dibujo y grabado. A finales e 1778 se encontraba en Madrid cursando los Principios de dibujo en la Real Academia de Bellas Artes de San Fernando. A los 24 años obtuvo el premio de grabado en la Real Academia de Bellas Artes de San Carlos de Valencia, al que concurrió en solitario, por la lámina abierta a buril con el San Jaime apóstol pintado por Juan de Juanes y el dibujo de Mercurio volante en la prueba de repente. En 1786 se instaló en Madrid, donde se dedicaría al estudio de la taquigrafía, fundando la Real Escuela de Taquigrafía (1803), que dirigió durante veinticinco años. Con Antonio Rodríguez Onofre como dibujante y los también grabadores José Vázquez, Manuel Albuerne y Pedro Vicente Rodríguez formó una asociación privada de dibujantes y grabadores que entre 1799 y 1804 se encargó de publicar la Colección general de trages de todo el mundo descubierto, según se usan en la actualidad, a la que siguió la Colección General de los Trages que en la actualidad se usan en España. Principiada en el año 1801, compuesta por 112 grabados, además de encargarse de la ilustración de libros impresos, repartiéndose el trabajo, como sucede con las Fábulas de Félix María de Samaniego en la edición en tres volúmenes de Vega y Compañía, Madrid, 1804. También en su faceta como grabador a él parecen corresponder los primeros grabados que se hacen en España según la nueva técnica del fisionotrazo, inventada en París alrededor de 1790: el de Pedro Téllez-Girón y Pimentel con 10 o 12 años, hijo menor del Duque de Osuna. En 1799 publicó Stenografía, o arte de escribir abreviado, traducción del método inglés de Taylor, libro que él mismo refundió después y adaptó al catalán y al portugués además de al castellano.
Por entonces creó la que puede considerarse primera pluma estilográfica, que bautizó como «pluma-fuente»: un tubo de latón equipado con un depósito para almacenar la tinta con un aplique inferior provisto de ranura y puntero por donde se dosificaba la tinta y se podía escribir. No desarrolló su invento, por lo que posteriores ampliaciones y mejoras del mismo en Inglaterra otorgan a los británicos su invención.

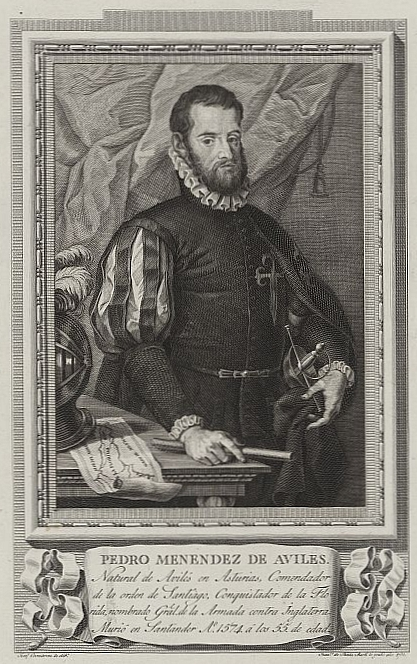
Retrato de Pedro Menéndez de Avilés, por Francisco de Paula Martí (1791).

En 1800 grabó las trece planchas coloreadas a mano, seis dedicadas al gesto del rostro y seis a la actitud corporal y al vestuario teatral, de la obra de Fermín Eduardo Zeglirscosac (pseudónimo de Francisco Rodríguez de Ledesma y Vayrado) Ensayo sobre el origen y naturaleza de las pasiones, del gesto, de la acción teatral, con un discurso... en defensa del ejercicio cómico impreso por Sancha en Madrid e inspirado en la famosa obra del pintor Charles Lebrun. Publicó su primer libro de estenografía española propiamente dicho en Madrid en 1803, con el título Tachigrafia castellana, o arte de escribir con tanta velocidad como se habla y con la misma claridad que la escritura común. Poseyendo su obra un carácter original, Martí se inspiró mucho en Samuel Taylor y Jean Coulon de Thévenot. Su primer ensayo, con fecha de 1800, fue también una adaptación más literal de Taylor.
En 1804, después de haber enseñado su curso durante un año, el autor hizo algunos pequeños cambios, como la supresión de la vocal i (excepto en ciertos casos), el aumento de las terminaciones, la representación de los pronombres personales, precisión de las normas para algunos ejemplos dudosos, etc. Estas reformas le obligaron a publicar un suplemento a su primera edición; el número de las terminaciones, en particular, se elevó de 14 a 18, y luego quedó en 17. En 1806 creó la primera agenda de bolsillo de España, precursora del actual dietario, que bautizó Compendio del año 1807 y un libro de memoria; el invento reeditó hasta al menos 1825 y en sus páginas 7 x 11,5 cm se informaba de sorteos de lotería, días de fiesta e indulgencia plenaria e informaciones como habitantes de provincias o distancia en leguas entre ciudades.
De ideología liberal, fue grabador de la Imprenta Real de Cádiz desde 1811 e individuo de la Real Academia de Bellas Artes de San Fernando; compuso durante la Guerra de la Independencia (1808–1814) y durante el Trienio Liberal (1820–1823) diversas piezas teatrales satíricas en que atacaba a los enemigos de la Constitución de 1812. Las tres ediciones siguientes de su Taquigrafía aparecieron en 1813, 1821 y 1824 y no difieren apenas unas de otras. Una de estas ediciones contiene un dibujo de la mano de Martí, con inscripciones en caracteres taquigráficos. Sus obras literarias y dramáticas le valieron cierta reputación de patriota liberal, pese a lo cual parece que no fue apenas afectado por la represión fernandina. Fue catedrático de Taquigrafía, miembro de la junta del Colegio de Sordomudos y presidente de la clase de Artes y Oficios de la Sociedad Económica de Madrid desde 1817; desde 1821 fue también contador de la misma. En 1808, publicó en Madrid un tratado sobre la Poligrafía; ó Arte de escribir en cifra de diferentes modos según varios autores antiguos, incluido Tritemio.

## Familia y muerte
Tuvo dos hijos. Uno de ellos, Ángel Ramón Martí, presentó en 1820 el sistema de su padre en Portugal con la ayuda de Pedro Barinaga, quien publicaría en Nápoles en 1828 una adaptación a la lengua italiana. Ramón Martí dirigió también el «Diario de Sesiones», con ayuda de colaboradores. La hija de Martí, María, se casó con Sebastián Eugenio Vela, el alumno favorito de su padre.
En un estado de salud delicado, el famoso estenógrafo murió en Lisboa, hacia donde había viajado para tomar un tratamiento de balneoterapia, en julio de 1827. Póstuma apareció en 1833 su Taquigrafía de la música.

## Homenaje póstumo

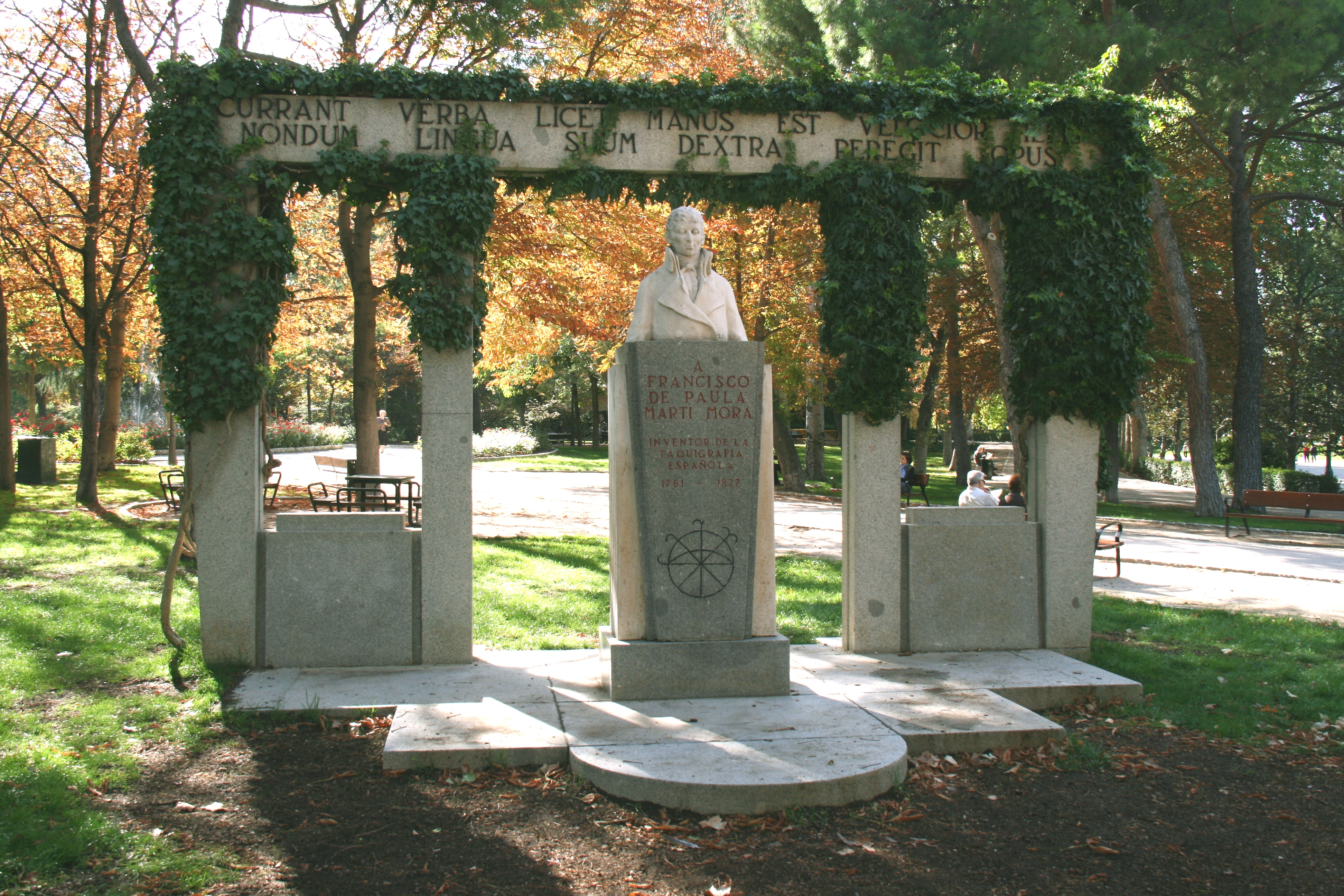
Monumento a Francisco de Paula Martí en el Parque del Retiro de Madrid.

En el Parque del Retiro de Madrid se erigió en 1961 un monumento a su memoria, obra de los hermanos Pedro (arquitecto) y Enrique Cuartero Huerta, escultor, autor del busto en el que se puede leer: «A Francisco de Paula Martí Mora, inventor de la taquigrafía española. 1761–1827», y en el frontis un texto latino: «Currant verba licet, manus est velocior illis, nondum lingua suum dextra peregit opus».

## Obras
- Stenografía, o Arte de escribir abreviado, 1799.
- A cuál más loco, comedia.
- Sáfira, o El matrimonio de un día, comedia.
- El luto fingido, Madrid, 1802, comedia traducida del francés.
- Tachigrafía castellana; ó, Arte de escribir con tanta velocidad como se habla y con la misma claridad que la escrítura común. Madrid, 1803 (OCLC 38743933).
- Compedio del año 1806, 1805.
- Compedio del año 1807, 1806.
- Poligrafía; ó Arte de escribir en cifra de diferentes modos. Arreglado á los métodos de varios autores antiguos y modernos. Con una colección de tintas simpáticas y comunes, el modo de hacer revivir la escritura en los manuscritos antiguos, y de borrar lo escrito quando convenga. Madrid, Impr. de Sancha, 1808 (OCLC 28211765).
- El día dos de mayo de 1808, en Madrid: y muerte heroica de Daoiz y Velarde. Tragedia en tres actos en verso. Representada por primera vez en el Coliseo del príncipe el día 9 de julio de 1813. Madrid: Impr. de Repullés, 1813 (OCLC 19050877).
- La batalla de Pamplona y derrota del mariscal Soult.
- La Constitución vindicada, 1813.
- El mayor chasco de los afrancesados o El gran notición de la Rusia, 1814.
- Tachigrafía de la lengua castellana. Barcelona, Impr. de A. Roca, 1816 (OCLC 28211704).
- Taquigrafía castellana: notas martinianas, o arte de escribir con tanta velocidad como se habla, y con la misma claridad que la escritura común. Madrid: Imprenta Nacional, 1821 (OCLC 20386813).
- Compendio del año 1820.
- El hipócrita pancista o Acontecimiento de Madrid en los días 7 y 8 de marzo del año de 1820: comedia en tres actos... Madrid: en la Imprenta que fue de Fuentenebro, 1820.
- La entrada de Riego en Sevilla, 1820.
- Las quatro guirnaldas, 1820.
- El triunfo de la Constitución en el día 7 de julio de 1822, 1822.
- Don Quijote y Sancho Panza en el castillo del Duque, 1824.
- La media noche o la revelación de un secreto, drama, 1825.
- Compendio del año 1825.
- Matilde, drama.
- Malek Adel, 1827, drama.
- Taquigrafía de la música o Arte de escribirla sin usar del pentagrama, 1833, póstuma.